# 奧懦弄蝶屬
奧懦弄蝶屬（學名：Onophas）是弄蝶科弄蝶亞科中的一個屬。物種分佈於新熱帶界。

## 物種
- Onophas chlorocephala
- 奧懦弄蝶 Onophas columbaria
- Onophas watsoni